# 蓬加
蓬加，是西班牙阿斯图里亚斯的一个市镇。总面积206平方公里，总人口701人（2001年），人口密度3人/平方公里。